# Ardvasar
Ardvasar (Schots-Gaelisch: Àird a’ Bhàsair) is een dorp op het eiland Skye in Highland (Schotland).